# Maryia Papova
Maryia Papova (13 de julho de 1994) é uma basquetebolista profissional bielorrussa.

## Carreira
Maryia Papova integrou a Seleção Bielorrussa de Basquetebol Feminino, na Rio 2016, que terminou na nona colocação.